# Mur przy Skurwysynie

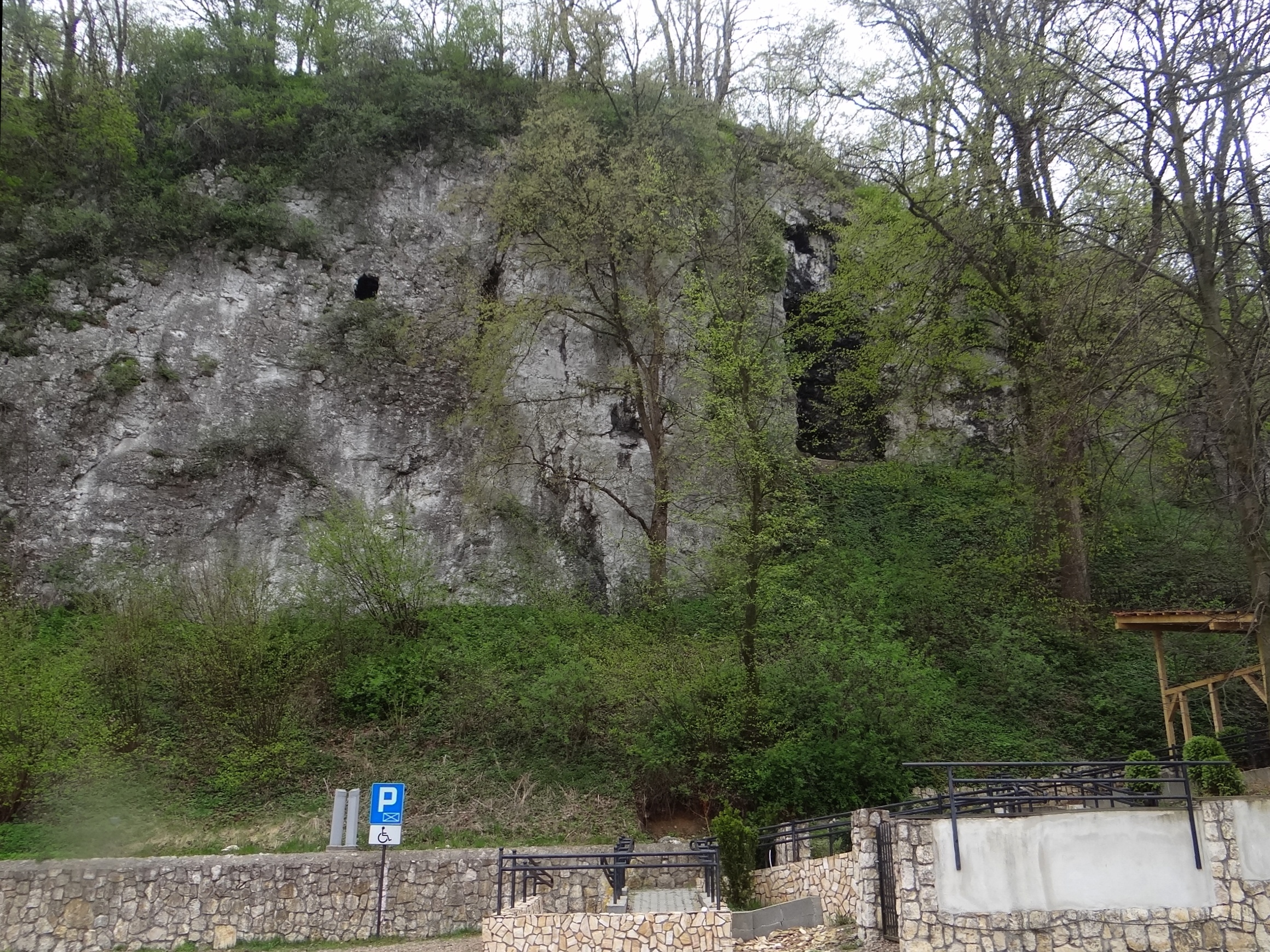
Mur przy Skurwysynie i Skurwysyn

Mur przy Skurwysynie – pionowa ściana u północno-zachodniego podnóża wzgórza Winnica w Tyńcu. Pod względem administracyjnym należy do Dzielnicy VIII Dębniki w Krakowie. Pod względem geograficznym należy do Wzgórz Tynieckich na Pomoście Krakowskim w obrębie makroregionu Bramy Krakowskiej. Wzgórza te włączone zostały w obszar Bielańsko-Tynieckiego Parku Krajobrazowego.
Mur przy Skurwysynie wraz ze Skurwysynem tworzy ścianę o długości około 180 m wznoszącą się przy terasie Wisły nad ulicą Promową. Mur przy Skurwysynie to lewa (patrząc od dołu) część ściany. Tuż przy nim znajduje się parking, przy nim restauracja, a w odległości kilkudziesięciu metrów przystań promowa. Skały znajdują się na terenie prywatnym. Na mocy porozumienia właściciela działki z PZA zostały udostępnione do wspinaczki skalnej na określonych warunkach.
Jak wszystkie skały Wzgórz Tynieckich jest to skała wapienna pochodząca z późnej jury. Ma wysokość do 20 m. Wspinacze na Murze przy Skurwysynie poprowadzili jedną drogę wspinaczkową (Filar Otroków) o trudności IV+ w skali polskiej. Ma stałe punkty asekuracyjne (8 ringów i stanowisko zjazdowe). Pierwsze przejście w 2012 roku.
Mur przy Skurwysynie po lewej stronie (patrząc od dołu) łączy się ze skałą Winnica, która również udostępniona jest do wspinaczki skalnej.
W północno-zachodniej ścianie Muru przy Skurwysynie widoczne są nad parkingiem restauracji dwa otwory. Za nimi w skale znajduje się duża sala (10 × 2 m). Jest to Schronisko w Winnicy Pierwsze.